# Freestyle ai XXIII Giochi olimpici invernali - Ski cross femminile
La gara di ski cross femminile di freestyle dei XXIII Giochi olimpici invernali di Pyeongchang si è svolta dal 22 al 23 febbraio 2018 presso la  stazione sciistica Bokwang Phoenix Park.
La sciatrice canadese Kelsey Serwa ha conquistato la medaglia d'oro, mentre l'argento e il bronzo sono andati rispettivamente alla connazionale Brittany Phelan e alla svizzera Fanny Smith.

## Programma
Gli orari sono in UTC+9.
| Giorno      | Ora   | Turno                |
| ----------- | ----- | -------------------- |
| 22 febbraio | 10:00 | Qualificazione       |
| 23 febbraio | 10:00 | Eliminazione diretta |

## Risultati

### Qualificazione
| Pos. | Atleta                   | Nazione                      | Tempo   | Differenza |
| ---- | ------------------------ | ---------------------------- | ------- | ---------- |
| 1    | Marielle Thompson        | Canada                       | 1'13"11 | −          |
| 2    | Kelsey Serwa             | Canada                       | 1'13"33 | +0"22      |
| 3    | Brittany Phelan          | Canada                       | 1'13"56 | +0"45      |
| 4    | Sandra Näslund           | Svezia                       | 1'13"58 | +0"47      |
| 5    | Fanny Smith              | Svizzera                     | 1'13"90 | +0"79      |
| 6    | Alizée Baron             | Francia                      | 1'14"11 | +1"00      |
| 7    | Katrin Ofner             | Austria                      | 1'14"30 | +1"19      |
| 8    | Andrea Limbacher         | Austria                      | 1'14"71 | +1"60      |
| 9    | Sami Kennedy-Sim         | Australia                    | 1'14"97 | +1"86      |
| 10   | Sanna Lüdi               | Svizzera                     | 1'15"13 | +2"02      |
| 11   | India Sherret            | Canada                       | 1'15"48 | +2"37      |
| 12   | Marielle Berger Sabbatel | Francia                      | 1'15"60 | +2"49      |
| 13   | Nikol Kučerová           | Rep. Ceca                    | 1'15"61 | +2"50      |
| 14   | Debora Pixner            | Italia                       | 1'15"72 | +2"61      |
| 15   | Anastasiia Chirtcova     | Atleti Olimpici dalla Russia | 1'15"83 | +2"72      |
| 16   | Talina Gantenbein        | Svizzera                     | 1'15"97 | +2"86      |
| 17   | Lisa Andersson           | Svezia                       | 1'16"15 | +3"04      |
| 18   | Stephanie Joffroy        | Cile                         | 1'16"70 | +3"59      |
| 19   | Victoria Zavadovskaya    | Atleti Olimpici dalla Russia | 1'16"80 | +3"69      |
| 20   | Julia Eichinger          | Germania                     | 1'17"56 | +4"45      |
| 21   | Reina Umehara            | Giappone                     | 1'17"81 | +4"70      |
| 22   | Emily Sarsfield          | Gran Bretagna                | 1'18"25 | +5"14      |
| 23   | Priscillia Annen         | Svizzera                     | 2'30"03 | +1'16"92   |
| 24   | Lucrezia Fantelli        | Italia                       | DNS     |            |

### Ottavi di finale
Batteria 1
| Pos. | Atleta            | Nazione  | Note |
| ---- | ----------------- | -------- | ---- |
| 1    | Lisa Andersson    | Svezia   | Q    |
| 2    | Talina Gantenbein | Svizzera | Q    |
| 3    | Marielle Thompson | Canada   |      |

Batteria 2
| Pos. | Atleta            | Nazione   | Note |
| ---- | ----------------- | --------- | ---- |
| 1    | Andrea Limbacher  | Austria   | Q    |
| 2    | Sami Kennedy-Sim  | Australia | Q    |
|      | Lucrezia Fantelli | Italia    | DNS  |

Batteria 3
| Pos. | Atleta                   | Nazione  | Note |
| ---- | ------------------------ | -------- | ---- |
| 1    | Fanny Smith              | Svizzera | Q    |
| 2    | Marielle Berger Sabbatel | Francia  | Q    |
| 3    | Reina Umehara            | Giappone |      |

Batteria 4
| Pos. | Atleta          | Nazione   | Note |
| ---- | --------------- | --------- | ---- |
| 1    | Sandra Näslund  | Svezia    | Q    |
| 2    | Nikol Kučerová  | Rep. Ceca | Q    |
| 3    | Julia Eichinger | Germania  |      |

Batteria 5
| Pos. | Atleta                | Nazione                      | Note |
| ---- | --------------------- | ---------------------------- | ---- |
| 1    | Brittany Phelan       | Canada                       | Q    |
| 2    | Debora Pixner         | Italia                       | Q    |
| 3    | Victoria Zavadovskaya | Atleti Olimpici dalla Russia |      |

Batteria 6
| Pos. | Atleta          | Nazione       | Note |
| ---- | --------------- | ------------- | ---- |
| 1    | Alizée Baron    | Francia       | Q    |
| 2    | Emily Sarsfield | Gran Bretagna | Q    |
|      | India Sherret   | Canada        | DNF  |

Batteria 7
| Pos. | Atleta           | Nazione  | Note |
| ---- | ---------------- | -------- | ---- |
| 1    | Katrin Ofner     | Austria  | Q    |
| 2    | Sanna Lüdi       | Svizzera | Q    |
| 3    | Priscillia Annen | Svizzera |      |

Batteria 8
| Pos. | Atleta               | Nazione                      | Note |
| ---- | -------------------- | ---------------------------- | ---- |
| 1    | Kelsey Serwa         | Canada                       | Q    |
| 2    | Anastasiia Chirtcova | Atleti Olimpici dalla Russia | Q    |
| 3    | Stephanie Joffroy    | Cile                         |      |

### Quarti di finale
Batteria 1
| Pos. | Atleta            | Nazione   | Note |
| ---- | ----------------- | --------- | ---- |
| 1    | Sami Kennedy-Sim  | Australia | Q    |
| 2    | Lisa Andersson    | Svezia    | Q    |
| 3    | Talina Gantenbein | Svizzera  |      |
| 4    | Andrea Limbacher  | Austria   | DNF  |

Batteria 2
| Pos. | Atleta                   | Nazione   | Note |
| ---- | ------------------------ | --------- | ---- |
| 1    | Fanny Smith              | Svizzera  | Q    |
| 2    | Sandra Näslund           | Svezia    | Q    |
| 3    | Marielle Berger Sabbatel | Francia   |      |
| 4    | Nikol Kučerová           | Rep. Ceca |      |

Batteria 3
| Pos. | Atleta          | Nazione       | Note |
| ---- | --------------- | ------------- | ---- |
| 1    | Brittany Phelan | Canada        | Q    |
| 2    | Alizée Baron    | Francia       | Q    |
| 3    | Debora Pixner   | Italia        |      |
| 4    | Emily Sarsfield | Gran Bretagna |      |

Batteria 4
| Pos. | Atleta               | Nazione                      | Note |
| ---- | -------------------- | ---------------------------- | ---- |
| 1    | Kelsey Serwa         | Canada                       | Q    |
| 2    | Sanna Lüdi           | Svizzera                     | Q    |
| 3    | Katrin Ofner         | Austria                      |      |
|      | Anastasiia Chirtcova | Atleti Olimpici dalla Russia | DNF  |

### Semifinali
Batteria 1
| Pos. | Atleta           | Nazione   | Note |
| ---- | ---------------- | --------- | ---- |
| 1    | Sandra Näslund   | Svezia    | BF   |
| 2    | Fanny Smith      | Svizzera  | BF   |
| 3    | Sami Kennedy-Sim | Australia | SF   |
| 4    | Lisa Andersson   | Svezia    | SF   |

Batteria 2
| Pos. | Atleta          | Nazione  | Note    |
| ---- | --------------- | -------- | ------- |
| 1    | Brittany Phelan | Canada   | BF      |
| 2    | Kelsey Serwa    | Canada   | BF      |
| 3    | Sanna Lüdi      | Svizzera | SF      |
|      | Alizée Baron    | Francia  | DNF, SF |

### Finali
Finale piccola
| Pos. | Atleta           | Nazione   | Note |
| ---- | ---------------- | --------- | ---- |
| 5    | Alizée Baron     | Francia   |      |
| 6    | Lisa Andersson   | Svezia    |      |
| 7    | Sanna Lüdi       | Svizzera  |      |
| 8    | Sami Kennedy-Sim | Australia |      |

Finale grande
| Pos.    | Atleta          | Nazione  | Note |
| ------- | --------------- | -------- | ---- |
| Oro     | Kelsey Serwa    | Canada   |      |
| Argento | Brittany Phelan | Canada   |      |
| Bronzo  | Fanny Smith     | Svizzera |      |
| 4       | Sandra Näslund  | Svezia   |      |